# Stanislav Feikl

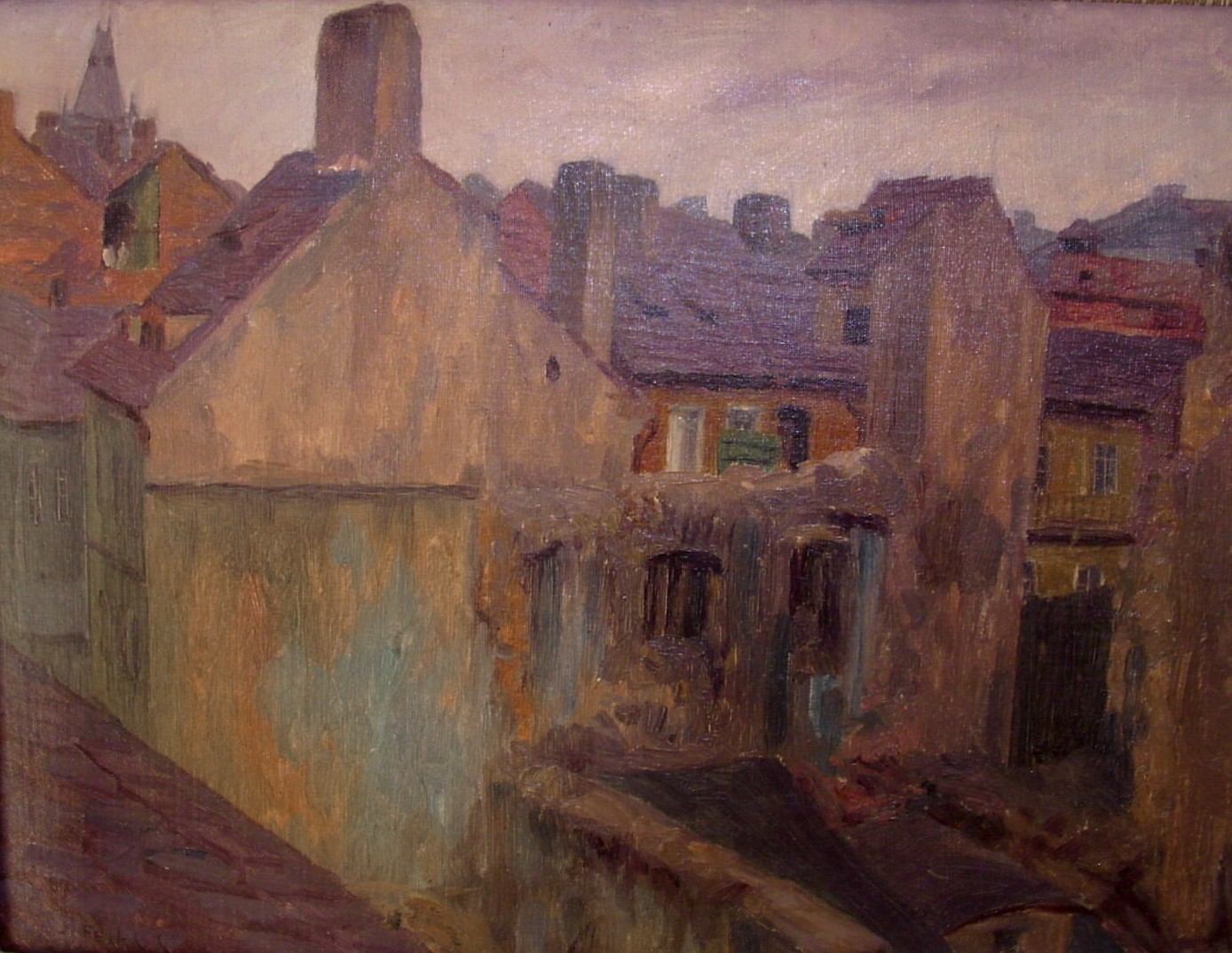
Stanislav Feikl, Jüdisches Viertel in Prag (1910)

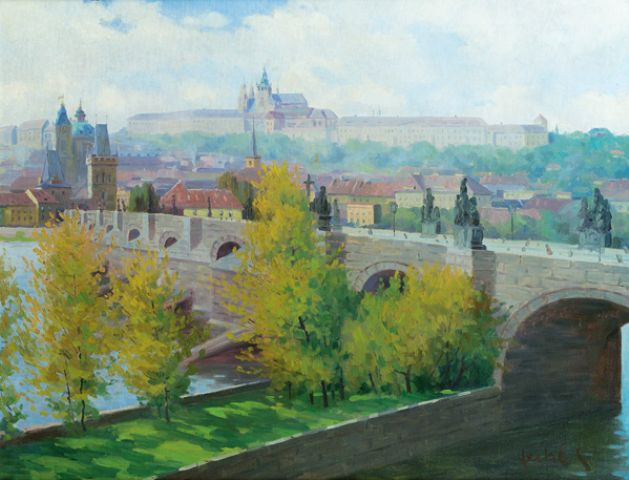
Stanislav Feikl, Blick auf den Prager Hradschin (1925)

Stanislav Feikl (* 12. November 1883 in Dolní Sytová, Böhmen; † 7. Januar 1933 in Prag, Tschechoslowakei) war ein Kunstmaler.
Er studierte an der Akademie der schönen Künste in Prag. Um Anregungen zu seinem künstlerischen Schaffen zu bekommen,  bereiste er Russland, die Türkei, Dalmatien und Norditalien. Bekannt wurde er durch seine Gemälde von Teichlandschaften, von der Altstadt von Prag, von Frauenakten und Porträts.